# Сермеєв Борис Васильович
Бори́с Васи́льович Серме́єв (9 квітня 1935, Шумерля, РРФСР, СРСР — 10 січня 2003, Одеса, Україна) — педагог, фізіолог, доктор біологічних і педагогічних наук, професор.

## Біографічна довідка
Борис Васильович Сермеєв народився 9 квітня 1935 року у с. Шумерля Чуваської республіки.
В 1958 році закінчив Горьківський педагогічний інститут. Три роки працював вчителем Шиханської середньої школи Саратовської області. Згодом навчався в аспірантурі Всесоюзного науково-дослідного інституту фізичної культури.
В 1964 році захистив дисертацію і здобув науковий ступінь кандидата педагогічних наук. В 1964—1982 роках працював старшим викладачем, доцентом, завідувачем кафедри теоретичних основ фізичного виховання Горьківського педагогічного інституту. В 1972 році захистив дисертацію « Фізіологічна та морфологічна характеристика рухливості в суглобах людини у зв'язку з віком та фізичним тренуванням» на здобуття наукового ступеня доктора біологічних наук. В 1983 році присвоєно вчене звання професора кафедри біологічних основ фізичного виховання.
У 1982 році перейшов до Одеського державного педагогічного інституту імені К. Д. Ушинського. Протягом 1982—1997 років працював завідувачем кафедри дефектології і фізичної реабілітації. В 1990—1991 роках був деканом факультету фізичного виховання.
В 1992 році захистив дисертацію «Теоретичні основи фізичного виховання аномальних дітей»  на здобуття наукового ступеня доктора педагогічних наук.
Помер 10 січня 2003 року в Одесі.

## Наукова діяльність
Б. В. Сермеєв — один із видатних вчених в галузі методики фізичного виховання, фізіології людини, спеціальної педагогіки з фізичного виховання дітей та дорослих. Сферою наукових інтересів кафедри, якою керував Б. В. Сермеєв, були питання фізичного виховання та реабілітації дітей з обмеженими психофізичними можливостями, проблеми фізичної підготовленості учнів масових шкіл, вивчення можливостей використання технічних засобів у спортивно-педагогічній діяльності.
В 1992 році Б. В. Сермеєв ініціював відкриття в Одеському педагогічному інституті Спеціалізованої вченої ради із захисту кандидатських дисертацій з колекційної педагогіки. У 1993 році було започатковане видання щорічного наукового збірника «Питання реабілітації» («Вопросы реабилитации»), розпочато підготовку вчителів фізичної культури спеціальних навчальних закладів, логопедів. Підготував 9 докторів та понад 40 кандидатів наук.
Є автором понад 240 наукових праць, серед яких  9 монографій, підручники.

#### Праці
- О методике развития подвижности в суставах у юных спортсменов/ Б. В.  Сермеев// Новое в развитии физических качеств у юных спортсменов. — Москва, 1969. — С. 171—176.
- Спортсменам о воспитании гибкости [Текст]./ Б. В. Сермеев. — Москва, 1970. — 61 с.
- Здоровье на всю жизнь [Текст] / Б. В. Сермеев и др. — Горький, 1973. — 127 с.
- Определение допустимых физических нагрузок у аномальных детей / Сермеев Б. В. // Мышечная деятельность в норме и патологии: Сборник научных  трудов. — Горький, 1975. — С. 3 — 7.
- Здоровье смолоду / Б. В. Сермеев, В. Р. Николаев. — Горький, 1979. — 162 с.
- Физическое воспитание слабовидящих детей: Пособие для учителей / Б. В. Сермеев. — Москва, 1983. — 95 с.
- Физическое воспитание в семье/ Б. В. Сермеев, А. К. Атаев, А. В. Мерлян. — Киев, 1986. — 294 с.
- Физическое воспитание детей с нарушением зрения: Монография/ Б. В. Сермеев. — Киев, 1987. — 112 с.
- Теория и практика физического воспитания инвалидов / Б. В. Сермеев, В. Т. Григоренко — Одесса, 1991. — 200 с.

## Нагороди
- Знак  «Відмінник народної освіти РРФСР».
- Знак «Відмінник  освіти СРСР».

## Родина
- Дружина: Сермеєва Аргентина Ростиславівна — кандидат біологічних наук, доцент. Працювала у Південноукраїнському педагогічному університеті імені К. Д. Ушинського.